# El gran cop
El gran cop (títol original: After The Sunset) és una pel·lícula estatunidenca del 2005 dirigida per Brett Ratner i protagonitzada per Salma Hayek, Chris Penn, Woody Harrelson, Pierce Brosnan, Don Cheadle i Naomie Harris. Ha estat doblada al català

## Argument
En Max Burdett i la seva còmplice, Lola, feren el cop de la seva vida en robar el segon dels tres diamants de Napoleó i després decidiren retirar-se a les Bahames i deixar enrere llur passat delictiu. Tanmateix, l'Stan, un agent de l'FBI que fa anys que persegueix en Max, no es creu la seva retirada. És més, creu que planeja robar el tercer diamant de Napoleó, valorat en més de setanta milions de dòlars, car aquest diamant s'exposarà al Paradise Island coincidint amb l'arribada de la parella de lladres. Però quan els dos adversaris es troben, el lladre farà girar la situació i es farà amic del detectiu ensenyant-li els plaers de l'illa allunyant gairebé qualsevol sospita, almenys fins que desapareix el famós diamant.

## Repartiment
- Pierce Brosnan: Max Burdett
- Salma Hayek: Lola Cirillo
- Woody Harrelson: Stan Lloyd
- Don Cheadle: Henri Mooré
- Naomie Harris: Sophie
- Rex Linn: Agent Kowalski,
- Mykelti Williamson: Agent Stafford
- Troy Garity: Luc
- Obba Babatundé: Zacharias
- Michael Bowen: conductor de l'FBI
- Russell Hornsby: Jean-Paul
- Mark Moses: Agent FBI
- Chris Penn: Rowdy Fan
- Joel McKinnon Miller: Wendell
- Alan Dale: Cap de seguretat
- Noémie Lenoir: Noia de Moore

## Crítica
- "Pel·lícula rutinària, discretament efectiva (...) la química entre Hayek i Brosnan funciona (...) malgrat el pallasso de Harrelson, un actor desquiciant (...) Ratner es plega amb humilitat d'artesà eficaç a les necessitats narratives de la trama"[3]